# لوسي كوليت
لوسي فيكتوريا كوليت (بالإنجليزية: Lucy Victoria Collett)‏ وهي عارضة أزياء إنجليزية بريطانية ولدت في يوم 3 مارس 1989 في ورك في لندن عاصمة المملكة المتحدة وقد ظهرت في عدة مجلات للرجال وفي 2013 صنفت كأكثر امرأة إثارة في العالم.

## الحياة المهنية
التحقت كوليت بمدرسة ميتون في وارويك. بدأت مسيرتها في عرض الأزياء في سن السابعة عشرة كعارضة شعر لصالونات توني آند جاي. في ذلك الوقت، بدأت بصبغ شعرها البني الطبيعي باللون الأشقر، ثم باللون الأحمر الذي يميزها. في ديسمبر 2011، وفي سن الثانية والعشرين، فازت بمسابقة "صفحة 3 آيدول" لعام 2012 التي نظمتها صحيفة ذا صن، وأصبحت من فتيات الصفحة الثالثة.

## الحياة الشخصية
في 19 مايو 2005، تعرض شقيق كوليت البالغ من العمر 17 عامًا، جاكوب، للاعتداء من قبل مراهق آخر بعد مشاجرة خارج حانة في ليمينغتون. أصيب بنزيف في الدماغ وتوفي في مستشفى وارويك حوالي الساعة 1 صباحًا في 20 مايو 2005. أدين المعتدي عليه لاحقًا بتهمة القتل غير العمد وحُكم عليه بالسجن لمدة ست سنوات.